# Сокорики (станція)
Сокорики — проміжна станція 5-го класу Коростенської дирекції Південно-Західної залізниці на неелектрифікованій лінії Коростень — Овруч між станціями Коростень-Подільський (5 км) та Бехи (6 км).
Розташована  біля села Сокорики Коростенського району Житомирської області.
Станція виникла 1954 року як роз'їзд.
На станції Сокорики зупиняються лише приміські поїзди.